# Cerknica község
Cerknica község (szlovénül: Občina Cerknica) alapfokú közigazgatási egység Szlovéniában, a Primorsko-notranjska statisztikai régióban, a Primorsko-notranjska statisztikai régióban. Lakosainak száma 11 668 fő (2020. július 1.).

## A község települései
A községhez Cerknica székhelyen kívül a következő települések tartoznak:
- Beč
- Bečaje
- Begunje pri Cerknici
- Bezuljak
- Bločice
- Bloška Polica
- Brezje
- Cajnarje
- Čohovo
- Dobec
- Dolenja Vas
- Dolenje Jezero
- Dolenje Otave
- Gora
- Gorenje Jezero
- Gorenje Otave
- Goričice
- Grahovo
- Hribljane
- Hruškarje
- Ivanje Selo
- Jeršiče
- Korošče
- Koščake
- Kožljek
- Kranjče
- Kremenca
- Krušče
- Kržišče
- Laze pri Gorenjem Jezeru
- Lešnjake
- Lipsenj
- Mahneti
- Martinjak
- Milava
- Osredek
- Otok
- Otonica
- Pikovnik
- Pirmane
- Podskrajnik
- Podslivnica
- Ponikve
- Rakek
- Rakov Škocjan
- Ravne
- Reparje
- Rudolfovo
- Selšček
- Slivice
- Slugovo
- Stražišče
- Ščurkovo
- Štrukljeva Vas
- Sveti Vid
- Tavžlje
- Topol pri Begunjah
- Unec
- Zahrib
- Zala
- Zelše
- Žerovnica
- Zibovnik
- Župeno

## Népesség
| Lakosok száma | 11 006 | 11 127 | 11 310 | 11 350 | 11 316 | 11 419 | 11 469 | 11 519 | 11 625 | 11 668 |
|               | 2008   | 2009   | 2011   | 2012   | 2013   | 2015   | 2016   | 2017   | 2019   | 2020   |